# Llano Coyul
Llano Coyul är en ort i Mexiko.   Den ligger i kommunen Santiago Lachiguiri och delstaten Oaxaca, i den sydöstra delen av landet, 500 km sydost om huvudstaden Mexico City. Llano Coyul ligger 961 meter över havet och antalet invånare är 203.
Terrängen runt Llano Coyul är huvudsakligen kuperad, men söderut är den bergig. Runt Llano Coyul är det glesbefolkat, med 9 invånare per kvadratkilometer. Närmaste större samhälle är Santa María Nativitas Coatlán, 8,2 km norr om Llano Coyul. I omgivningarna runt Llano Coyul växer i huvudsak städsegrön lövskog.